# Лундгор, Кристиан
Кристиан Лундгор (англ. Christian Lundgaard; род. 23 июля 2001 года в городе Хеденстед) — датский автогонщик, новичок года серии Индикар 2022 года.

## Карьера
Лундгор родился в городе Хеденстед, начал заниматься картингом начал в 2012 году и выиграл несколько титулов. 

### Формула 4
В 2017 году Кристиан дебютировал в одноместных болидах в чемпионатах SMP F4 и Испании F4 в составе MP Motorsport в возрасте 15 лет. В SMP F4 он одержал девять побед, семь раз стартовал с поул-позиции, десять раз показал лучшее время круга и выиграл чемпионат за один круг до финиша. В чемпионате Испании F4 Лундгор выиграл шесть гонок, в том числе все гонки в Арагоне, и стал чемпионом.

### Еврокубок Рено
В 2018 году, после постсезонных тестов, Лундгор воссоединился с MP Motorsport для участия в чемпионате Еврокубка. Его первый подиум в сезоне принес третье место во второй гонке на трассе Поль-Рикар. Вскоре он одержал свою первую победу в серии во время следующего раунда в Монце, защитившись от Лоренцо Коломбо возглавил чемпионат. Затем последовали провалы и четыре финиша подряд на пятом месте, прежде чем он вернулся на подиум во время второй гонки на Ред Булл Ринге. На следующем этапе в Спа-Франкоршам Лундгор выиграл первую гонку и вышел в лидеры Еврокубка. Двойной подиум, включая победу на Хунгароринге, привел его к серьезной борьбе за чемпионство. Однако двойной сход на Хоккенхаймринге подорвал его шансы на чемпионство, и в финальном раунде он отставал от лидера и товарища по Renault junior Макса Фьютрелла на 36,5 очка. Несмотря на то, что он "пошел на больший риск", чтобы претендовать на победу и второе место на финальном этапе в Барселоне, он не смог превысить количество очков Фьютрелла, в результате чего британский гонщик стал чемпионом с отрывом в 17,5 очков. 

### Формула 3
После своего успеха в Формуле Рено Лундгор получил место в команде ART Grand Prix для участия в первом Чемпионате Формулы-3 FIA. В январе 2019 года французская команда подтвердила, что Лундгаард будет участвовать в гонках вместе с ними. Перед началом сезона Лундгор участвовал в последнем раунде Азиатской зимней серии F3.
Во время первого этапа в Барселоне Лундгор квалифицировался вторым в своей первой гонке. Он обогнал лидера Роберта Шварцмана на старте и не оглядывался, чтобы выиграть гонку, но был оштрафован на пять секунд за превышение дельта-зоны виртуального автомобиля безопасности. Тем не менее, это был его первый подиум в Формуле-3. В следующей гонке он занял шестое место. Следующие два этапа прошли для Лундгора неудачно: он сошёл с дистанции в первой гонке в Ле-Кастелле из-за поломки подвески, но на следующий день поднялся на 15-е место. В Австрии Лундгор квалифицировался пятым, но был дисквалифицирован из-за проблем с физиотерапевтом. Из-за контакта с Е Ифэем он финишировал только 26-м в первой гонке и поднялся на 17-е место во второй.

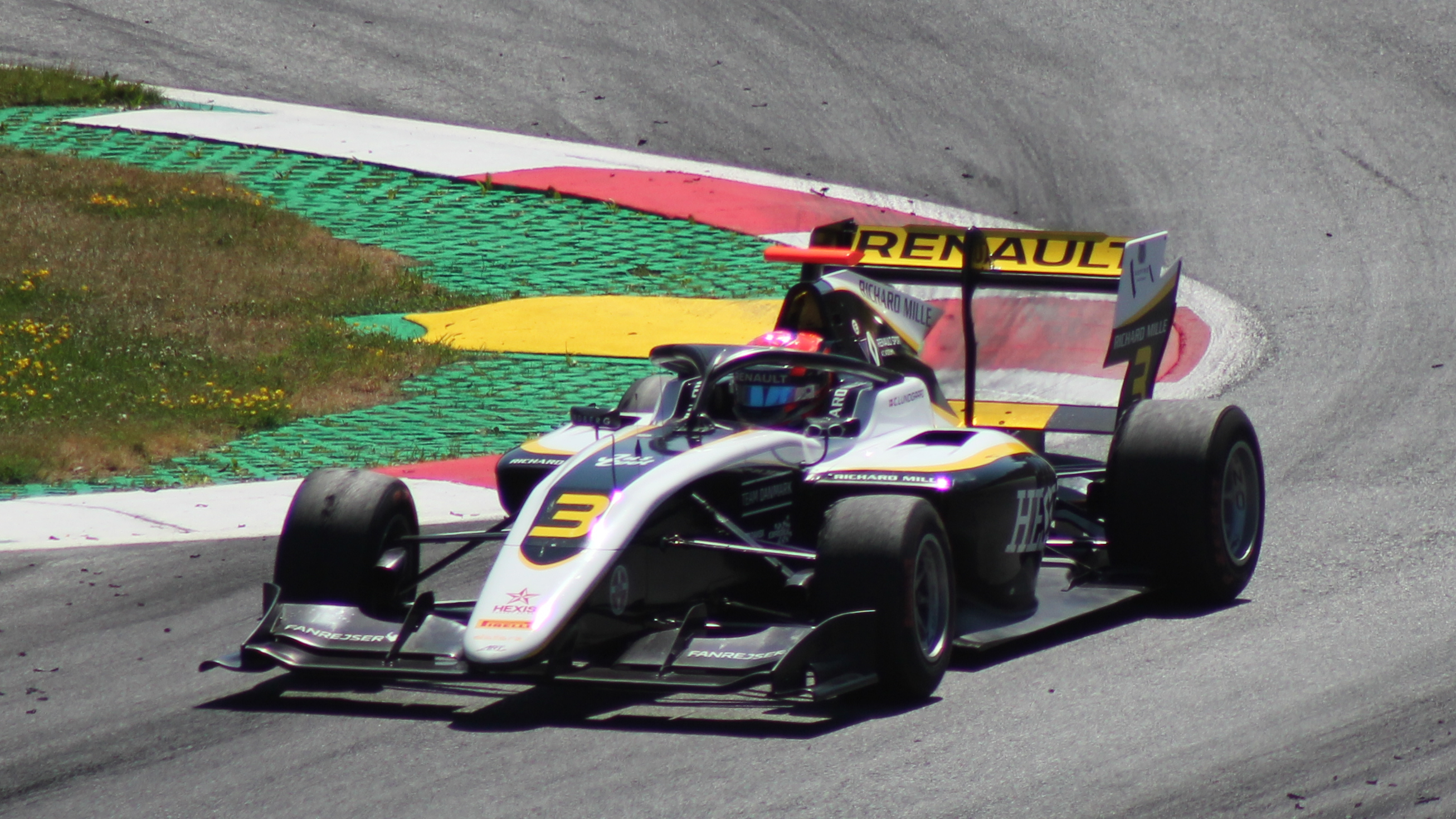
Кристиан Лундгор на этапе в Австрии

В Сильверстоуне Лундгор стартовал четвёртым в первой гонке и обогнал Маркуса Армстронга на старте, но в итоге опустился на седьмое место. Стартовав вторым во второй гонке, он пропустил вперед Педро Пике и Леонардо Пульчини на последнем круге. Лундгор потерял ещё несколько позиций, но в итоге выиграл от столкновения и занял пятое место.На трассе «Хунгароринг»Лундгор провел прорывной уик-энд, возглавив тренировку, а затем впервые в своей карьере заняв поул-позицию в Формуле-3. Он доминировал в гонке и привел своего товарища по команде Фьютрелла к победе в серии. Во второй гонке он занял пятое место, что позволило ему продолжить борьбу за чемпионство. В Спа-Франкоршаме Лундгор квалифицировался последним, 13-м, но финишировал четвертым в обеих гонках.
В Монце Лундгор взял свой второй поул в этом году. До конца сезона он больше не набирал очков. В первой гонке Лундгора обогнал Лирим Цендели в начале заезда. Однако на третьем круге он столкнулся с Цендели, что привело к повреждению переднего антикрыла Лундгора. Он сменил переднее крыло и финишировал 13-м. Во второй гонке Лундгор поднялся на девятое место, но не набрал очков. В Сочи Лундгор квалифицировался пятым, но сзади его ударил Юри Випс, и он провалился в конец пелотона. Он поднялся на 14-е место, а во второй гонке финишировал десятым. Лундгаард завершил чемпионат на 6-м месте с 97 очками, став лучшим гонщиком ART Grand Prix. В течение сезона он одержал победу и ещё раз поднялся на подиум.
Лундгор вернулся в ART, чтобы принять участие в Гран-при Макао, где он финишировал третьим в квалификационной гонке и четвёртым в основной гонке.

### Формула 2

#### 2019
В ноябре 2019 года было объявлено, что Лундгор примет участие в финале сезона Формулы-2 в Яс-Марине за команду Trident, заменив Ральфа Бошунга. Лундгор финишировал 14-м и 12-м, заняв 23-е место в чемпионате.
После участия в постсезонных тестах с ART Grand Prix в январе было объявлено, что Лундгор будет выступать за французскую команду в течение всего сезона Формулы 2 2020 года вместе с Маркусом Армстронгом, занявшим второе место в Формуле 3 2019 года. 

#### 2020
В первом раунде на трассе Ред Булл Ринг Лундгор квалифицировался четвёртым и финишировал на том же месте, воспользовавшись проблемами с машиной Гуаньюй Чжоу и проблемами Мика Шумахера в конце гонки. Он финишировал в спринтерской гонке на пятом месте. Во втором раунде на трассе Ред Булл Ринг он занял восьмое место в квалификации. Он продемонстрировал небольшой мастер-класс по обгону в начале мокрой части основной гонки, в какой-то момент поднявшись на четвёртое место, но в итоге финишировал шестым. В спринтерской гонке, стартовав с третьего места, Лундгор на старте обошёл своего товарища по команде Армстронга, а затем Дэна Тиктума. Затем он одержал свою первую победу в Формуле 2, опередив соперника на две секунды. Лундгор сказал, что его выступление было «лучше, чем ожидалось» после пропущенных тестов. Благодаря своим сильным выступлениям он занял 2-е место в турнирной таблице, отстав от лидера Роберта Шварцмана на 5 очков.
Лундгор квалифицировался шестым в Венгрии и поднялся на четвёртое место в начале основной гонки. Однако, пытаясь обогнать Луку Гьотто, он задел заднее колесо, повредив переднее крыло и проколов шину. В итоге он сошёл с дистанции на 10-м круге. Лундгор предпринял попытку отыграться в спринтерской гонке и финишировал 13-м. В Сильверстоуне Лундгор стартовал третьим из-за того, что Каллум Айлотт заглох. Никита Мазепин обогнал его на старте, но в итоге вернулся на третье место, обогнав лидера Фелипе Друговича. На финальных этапах гонки он был на втором месте, но на последних трёх кругах его обогнали Гуаньюй Чжоу и Юки Цунода на более свежих шинах, и он опустился на четвёртое место. В спринтерской гонке Лундгор хорошо стартовал и на первом круге вышел на второе место. Из-за разворота Айлотта в середине гонки Лундгор заехал на пит-стоп, чтобы сменить шины, и в конце гонки вернулся на второе место, но не успел догнать победителя Дэна Тиктума. Во втором раунде на Сильверстоуне Лундгор занял второе место, уступив поул-позицию Айлотту,  признав, что из-за ошибки упустил шанс на первое место.  В призовой гонке он опустился на четвертое место на старте, но вскоре быстро вернулся на второе. В итоге он финишировал на этой позиции, на девять секунд отстав от победителя Айлотта. В спринтерской гонке, когда Лундгор шёл седьмым, на 16 круге прокололась передняя левая шина, в результате чего он опустился на последнее место. На этапе в Барселоне у Лундгора был неудачный уик-энд, он закончил обе гонки на 11-м месте.
В Спа-Франкоршаме Лундгаард квалифицировался на разочаровывающем 17-м месте и финишировал в основной гонке на той же позиции. Он молниеносно стартовал в спринтерской гонке и к четвёртому кругу поднялся на девятое место. В итоге он финишировал седьмым и, несмотря на результат, выпал из пятёрки лидеров в турнирной таблице. В Монце Лундгор стартовал четвёртым и поднялся на второе место после пит-стопов, когда Айлотт заехал на пит-стоп последним. Однако на предпоследнем круге Гьотто обогнал его, и в итоге Лундгор занял третье место. Лундгор вышел на третье место в спринтерской гонке, воспользовавшись тем, что Цунода и Чжоу сошли с дистанции. Однако после дисквалификации Тиктума он поднялся на второе место. В Муджелло Лундгор завоевал свой первый поул, опередив Тиктума на пять тысячных секунды. Он лидировал большую часть гонки до рестарта под машиной безопасности на 31-м из 33-х кругов, где Лунгдора обогнали оба пилота Hitech на более свежих шинах. Позже его обогнали и соперники, опустив его на шестое место. В спринтерской гонке Лунгдор обогнал Юри Випса и Артема Маркелова и вышел в лидеры к первому повороту. В итоге он выиграл гонку с поразительным отрывом в 14 секунд и вышел на третье место в чемпионате.
В Сочи Лундгор квалифицировался на шестом месте. Однако из-за медленного старта он опустился назад, а после столкновения с Педро Пике гонка Лундгора подошла к концу. В спринтерской гонке, которая была остановлена красными флагами, Лундгор финишировал 13-м. Перед двумя последними этапами сезона Лундгор занимал четвёртое место в турнирной таблице, отставая от лидера Шумахера на 46 очков. На первом этапе в Бахрейне Лундгор закончил основную гонку 19-м, но пронесся через пелетон и финишировал шестым в спринтерской гонке. В последнем этапе сезона Лундгор закончил обе гонки без очков. Лундгор занял 7-е место в чемпионате, набрав 149 очков, значительно опередив своего товарища по команде Армстронга, набравшего 52 очка, и помог ART занять 5-е место в чемпионате.

#### 2021
Он был оставлен в команде ART Grand Prix на сезон 2021 года в Формуле 2 FIA. В рамках своего нового контракта Лундгор стремился улучшить стабильность выступлений и бороться за титул. Однако его сезон пошёл не по плану.
На открытии сезона в Бахрейне Лунгдор занял второе место после пилота юниорской программы Альпин Гуаньюй Чжоу, отстав от него на 0,003 секунды. Он сказал, что его небольшое отставание от Чжоу «больно ранит». В первой спринтерской гонке Лунгдор отыграл позиции на старте и финишировал шестым. Во второй спринтерской гонке Лундгор опустился с пятого на седьмое место, а затем, пытаясь обогнать Лирима Цендели, врезался в него сзади и проколол шину немецкому гонщику. За это Лундгору был назначен 10-секундный штраф, который он отбыл во время режима машины безопасности, а также на пит-стопе для замены резины. Он отыграл позиции на последнем круге, сражаясь со своими юниорами из Альпин Чжоу и Оскаром Пиастри, но в итоге Лундгор финишировал вторым. В главной гонке Лундгорд лидировал на более мягких шинах, но на 13 круге уступил Пиастри. После рестарта под флагом безопасности на 19-м круге Лундгор уступил позиции соперникам на более свежих шинах и финишировал десятым, а затем опустился на 12-е место из-за нарушения правил под машиной безопасности.
В Монако Лундгор квалифицировался восьмым и стартовал третьим в первом спринте. На старте он обогнал Фелипе Друговича, но на 12-м круге из задней части его машины повалил дым, и Другович назвал отставание от Лундгора «кошмаром». Через три круга Лундгор припарковал машину на Мирабо и сошел с дистанции. Вторая спринтерская гонка тоже не увенчалась успехом: он врезался в стену на «Мирабо», но смог продолжить гонку, но сошёл из-за механической неисправности. В основной гонке Лундгор финишировал десятым, но снова не получил очков из-за превышения скорости на пит-лейне и штрафа на время, из-за чего опустился на 12-е место. Затем он заявил, что «всё шло не по плану» в этом раунде без очков.
Плохая форма Лундгора продолжилась в Баку, где он квалифицировался 12-м. Однако он был понижен в стартовом списке до 15-го места из-за того, что помешал Чжоу пройти квалификацию. В первой спринтерской гонке Лундгор поднялся на 11-е место, но во второй спринтерской гонке на 8-м круге врезался в стену из-за Фелипе Друговича, когда входил в десятку лучших. Основная гонка прошла с небольшим успехом, так как Лундгаард обогнал нескольких соперников, чтобы набрать очки и финишировать с девятью очками. В Сильверстоуне Лундгор квалифицировался десятым, что дало ему право на обратный поул в первом спринте. Он медленно стартовал и опустился на третье место, уступив позиции Роберту Шварцману и Юри Випсу. Он оставался третьим до конца гонки, впервые поднявшись на подиум после первого этапа. Лунгдору снова не повезло: он заглох на прогревочном круге, был отправлен на старт с пит-лейна и поднялся на 13-е место. Во время пит-стопа Лунгдору внезапно оторвало заднее левое колесо на пит-лейне, что принесло ему штраф в 10 секунд. В гонке, в которой финишировали все участники, Лунгдор финишировал 21-м. К середине сезона Лундгаард занимал 12-е место в турнирной таблице, набрав всего 29 очков.
Несмотря на свой дебют в IndyCar, Лундгор был уверен, что завершит сезон F2 2021 года. В Монце Лундгор показал худший результат в сезоне, заняв 19-е место. В первой спринтерской гонке многие соперники потерпели неудачу, и он обогнал даже лидера чемпионата Пиастри. Лундгаард финишировал четвёртым на трассе, но Шварцман получил штраф, что позволило Лундгору подняться на третье место в захватывающей гонке. Во втором спринте Лундгаард финишировал 14-м после того, как его развернуло на первом круге. В основной гонке Лундгор выбрал альтернативную стратегию, стартовав на более жёстких шинах. Он отыграл позиции во время позднего выезда машины безопасности и финишировал 11-м, а затем поднялся на десятое место из-за дисквалификации Рихарда Версхора. В России Лундгор квалифицировался 12-м и набрал очки в обеих гонках, финишировав седьмым и девятым, воспользовавшись ошибками других гонщиков.
В Джидде Лундгор занял четвёртое место. В очень увлекательной гонке в первом спринте Лундгор участвовал в напряжённой борьбе с товарищами по команде Пуршером, Пиастри и Джеханом Дарувалой и в итоге финишировал седьмым. Однако Дарувала получил штраф за выезд за пределы трассы, что позволило Лундгору подняться на шестое место. Во втором спринтерском заезде Лундгор поднялся с пятого на третье место на старте и боролся за лидерство, но получил 5-секундный штраф за выезд за пределы трассы во время борьбы с Бентом Вискаалом. Когда Лиам Лоусон разбился и заблокировал машину безопасности прямо в конце гонки, пелотон сгруппировался, из-за чего Лундгор опустился на 15-е место. В гонке с красными флагами, которая закончилась досрочно, Лундгор потерял позиции и на старте оказался восьмым. Он обошёл Маркуса Армстронга и финишировал седьмым. В Абу-Даби Лундогр завершил свою карьеру в Формуле-2. На спринтерской гонке 1 на него наехал Вискаал, на спринтерской гонке 2 он получил прокол из-за столкновения с Роем Ниссани, а на основной гонке он получил повреждение переднего крыла. Лундгор завершил чемпионат на 12-м месте, набрав 50 очков, в то время как его товарищ по команде Пуршер набрал 140 очков и занял 5-е место. Это также стало худшим результатом Лундгора в серии на полном расписании.

### Индикар

#### Rahal Letterman Lanigan Racing

##### 2021
В июле 2021 года Лундгор протестировал IndyCar вместе с Rahal Letterman Lanigan Racing в Barber Motorsports Park. Месяц спустя он присоединился к команде для своего дебюта в IndyCar на Гран-при Big Machine Spiked Coolers 2021 года на Indianapolis Motor Speedway. В дебюте Лундгор квалифицировался впечатляющим четвертым и закончил гонку двенадцатым.

##### 2022
20 октября 2021 года было объявлено, что Лундгор присоединится к Rahal Letterman Lanigan Racing по многолетнему контракту с IndyCar, начиная с сезона 2022 года. На протяжении всего сезона он был партнером Джека Харви и Грэма Рейхола.  Лундгор дебютировал в IndyCar в 2022 году на Гран-при Firestone в Сент-Питерсберге, заняв 15-е место в квалификации. Он закончил гонку на 11-м месте, вылетев за пределы топ-10 на последних нескольких кругах Гран-при. В следующей гонке на Texas Motor Speedway Лундгор занял 25-е место на своей первой овальной трассе, но сошел с дистанции после контакта с Колтоном Хертой. Третий раунд Гран-при Acura 2022 года в Лонг-Бич принес еще большее разочарование, поскольку на 31 круге у него закончилось топливо по пути в боксы, и он отстал на два круга и финишировал 18-м. На пятом круге Гран-при GMR 2022 Лундгор квалифицировался восьмым, но потерял позиции на старте, когда вылетел на траву. Богатая событиями гонка привела к тому, что он, который в какой-то момент был 27-м, финишировал девятым.
На Indy 500 2022 года Лундгор стал первым датским гонщиком, участвовавшим в гонке Indianapolis 500, он финишировал 18-м. На восьмом круге Гран-при Сонсио 2022 года на Road America Лундгаард лидировал по ходу гонки и финишировал десятым. На десятом этапе Honda Indy в Торонто в 2022 году Лундгаард снова квалифицировался в топ-10. В гонке Лундгор улучшил позиции, когда другие вступили в контакт, и занял восьмое место. Лундгор добавил еще одно десятое место в первой гонке в Айове, но во второй гонке его команда уступила.
На тринадцатом круге Гран-при Галлахера 2022 года Лундгор квалифицировался шестым. На старте гонки он занял четвертое место и на 9 круге обогнал Феликса Розенквиста и стал третьим. Он обогнал Колтона Херту на секунду после того, как американец сбавил скорость. Лундгаард даже оказывал давление на лидера гонки Александра Росси за лидерство, но вынужден был довольствоваться вторым местом. Несмотря на все, это был его первый в истории подиум в IndyCar, и он сказал, что "это потрясающее ощущение". Лундгор занял лучшее третье место в квалификации на Гран-при Big Machine Music City 2022. За два круга до финиша Лундгор избежал неприятностей, встретив автомобиль безопасности, находясь на третьем месте. Однако он внезапно опустился на восьмое место к финишу. Последовал неудачный уик-энд на Bommarito Automotive Group 500 , после чего он квалифицировался четвертым в предпоследней гонке в Портленде. Однако на его первом пит-стопе возникли проблемы, и он оказался почти за пределами топ-10. Он попытался восстановиться, но ближе к концу Лундгор допустил ошибку и столкнулся с пенопластовым барьером, опустив его на 21-е место, поскольку он был вынужден остановиться. В финальной гонке в Лагуна Сека Лундгор квалифицировался 16-м, но блестяще улучшился и финишировал пятым. Лундгор завершил свой дебютный сезон в IndyCar на 14-м месте с 323 очками. Это означало, что он выиграл звание новичка года, опередив своего ближайшего соперника-новичка Дэвида Малукаса на 18 очков. Говоря о своем титуле новичка, Лундгаард сказал, что его "путь к титулу новичка IndyCar был очень трудным".

##### 2023
В августе 2022 года Лундгаард подписал контракт с Rahal Letterman Lanigan Racing на 2023 год и далее. Этот сезон стал годом прорыва Лундгора в IndyCar. Он одержал свою первую победу в серии на этапе в Торонто.

##### 2024
В этом сезоне Лундгор занял третье место на гран-при Индианаполиса в начале мая. В июле Кристиан подписал контракт с командой Arrow McLaren на сезон 2025 года, где в машине номер 7 он заменит Александра Росси.

#### Arrow McLaren

##### 2025
В первой гонке сезона в Сент-Питерсберге Лундгор занял восьмое место, квалифицировавшись при этом на пятом месте и боровшись за победу в гонке. 

## Личная жизнь
Отец Ландгаарда — двукратный чемпион Европы по ралли — Хенрик Ландгаард. Его брат — Дэниел, участвовал в гонках вместе с Кристианом в чемпионате Дании по Формуле 4 в 2017 году и теперь разрабатывает его гоночные шлемы.